# 란나
란나 왕국(란나어: , 태국어: อาณาจักรล้านนา, 라오어: ອານາຈັກລ້ານນາ, 버마어: ဇင်းမယ်ပြည်, 영어: Lanna Kingdom)은 멩라이 왕에 의해 1292년 건국되어 현재의 태국 북쪽에서 13세기에서 18세기에 걸쳐 존재하였던 왕국이다. 수도는 치앙마이였으며, 란나의 문화는 란나 왕국 이전에 존재하였던 타이유안족들로부터 이어져 온 것이다. 란나 왕국은 멩라이조 출신의 인물들에 의해 대대적인 통치가 이루어져 남방의 수코타이 왕조나 아유타야 왕조 등과는 완전히 다른 패권을 구축했다.
그러나 1558년 이후 버마의 지배하에 들어갔다가, 서서히 버마의 일부가 되었고, 18세기 이후 반 버마 운동이 활발해져 1774년 남방 시암의 딱신 왕에게 정벌되었고, 그 후 차크리 왕조의 조공국이 되었다. 그 후 차크리 개혁에 의한 중앙집권화가 진행될 때까지 반독립을 유지하였다. 현재 란나 지역이라고 칭하는 경우, 태국 북부의 치앙마이 주, 치앙라이 주 등을 말한다.

## 같이 보기
- 란나어